# Giraffa camelopardalis angolensis
La jirafa ahumada o jirafa de Angola es una subespecie de jirafa extendida en la frontera sur entre Angola y Zambia, así como en Botsuana y en gran parte del norte y noreste de Namibia.
Se diferencia de las otras subespecies (con las que se pueden reproducir con facilidad) por la presencia de grandes manchas dentadas de forma regular, que tienden a decolorarse en bordes amarillentos (del color del cuerpo) y, en la parte trasera, tienen forma de hojas.

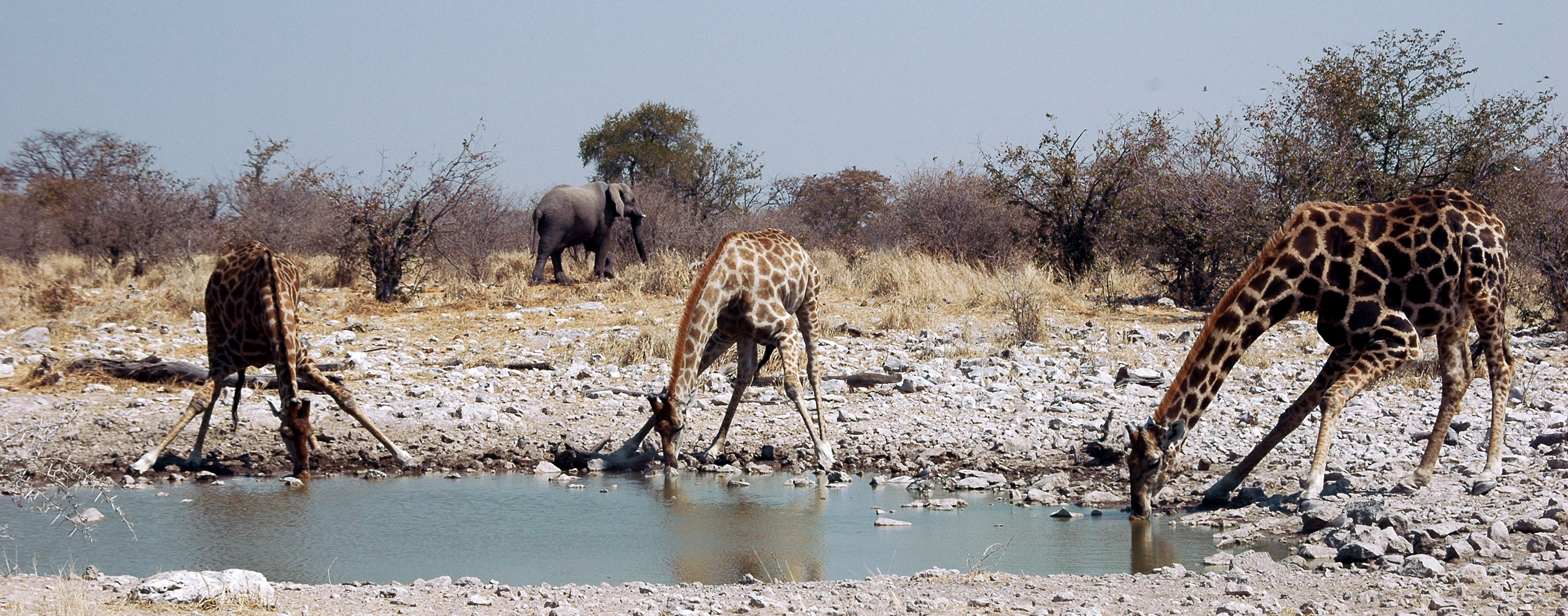
Jirafas ahumadas bebiendo en un charco del parque nacional Etosha.

- Datos: Q1093830
- Multimedia: Giraffa giraffa angolensis / Q1093830
- Especies: Giraffa giraffa angolensis